# Pachino
Pachino (av grekiska Pakùs, "stor") är en italiensk stad vid Siciliens sydöstra udde Capo Passero. Kommunen hade 22 237 invånare (2017).

## Geografi
Pachino ligger i provinsen Siracusa och gränsar till kommunerna Portopalo di Capo Passero, Noto och Ispica. Staden ligger vid kusten 50 meter över havet knappt 50 kilometer söder om Syrakusa.

## Näringsliv
Pachino är ett bond- och fiskesamhälle och med sina stränder en populär turistort. I samhället finns 848 företag.
I området odlas grönsaker som tomat (bl.a. körsbärstomaten Pachino) kronärtskocka, fänkål, äggplanta, spenat och sallad. Frukter som citron, apelsin, mandarin, päron och fikon.

## Historia
I Corruggigrottorna i Pachino finns en av de få arkeologiska lämningar från mesolitikum.
Staden grundades 1778 av Gaetano Starrabba Alagona och beboddes ursprungligen av människor från Malta.
Under andra världskriget landsteg kanadensiska trupper intill Pachino som en del av operation Husky, de allierades invasion av Sicilien 1943.

## Berömda människor från Pachino
- Vitaliano Brancati, författare.